# Politie van Dubai
De Politie van Dubai (Arabisch: القيادة العامة لشرطة دبي) is de 17.500 manschapen sterke politiemacht voor de stad en het emiraat Dubai, in de Verenigde Arabische Emiraten. Ze vallen onder de jurisdictie van de heerser van Dubai en beslaan een oppervlakte van 4114 vierkante kilometer en een bevolking van 2,8 miljoen mensen.

## Geschiedenis
De Dubai Police Force werd opgericht op 1 juni 1956 in Naif (aan de Deira-kant van Dubai, met slechts 29 agenten. De omvang van het korps nam geleidelijk toe, tot 105 in 1960 en 430 in 1967. In 1973 verplaatste de troepenmacht haar hoofdkantoor naar de huidige locatie, Al-Towar, aan de Al-Etihad-straat in Dubai. Momenteel is een nieuwe verhuizing gepland naar een nieuw gebouwd hoofdkantoor, opnieuw in Deira.
Het politiekorps van Dubai streeft ernaar 'de meest vooruitstrevende' te zijn van alle Arabische politiediensten en streeft naar hoge onderwijsnormen onder haar personeel. Dubai was de eerste van de Arabische staten die veel nieuwe wetshandhavingstechnieken gebruikte, waaronder elektronische vingerafdrukken en DNA-tests. De strijdmacht was ook de eerste die GPS-systemen gebruikte om gestolen voertuigen te lokaliseren. Het korps heeft aangekondigd dat het van plan is dat tegen 2030 ongeveer 25 procent van het korps bestaat uit robotagenten, en om een "slim" politiebureau te exploiteren dat " geen menselijke werknemers nodig ".

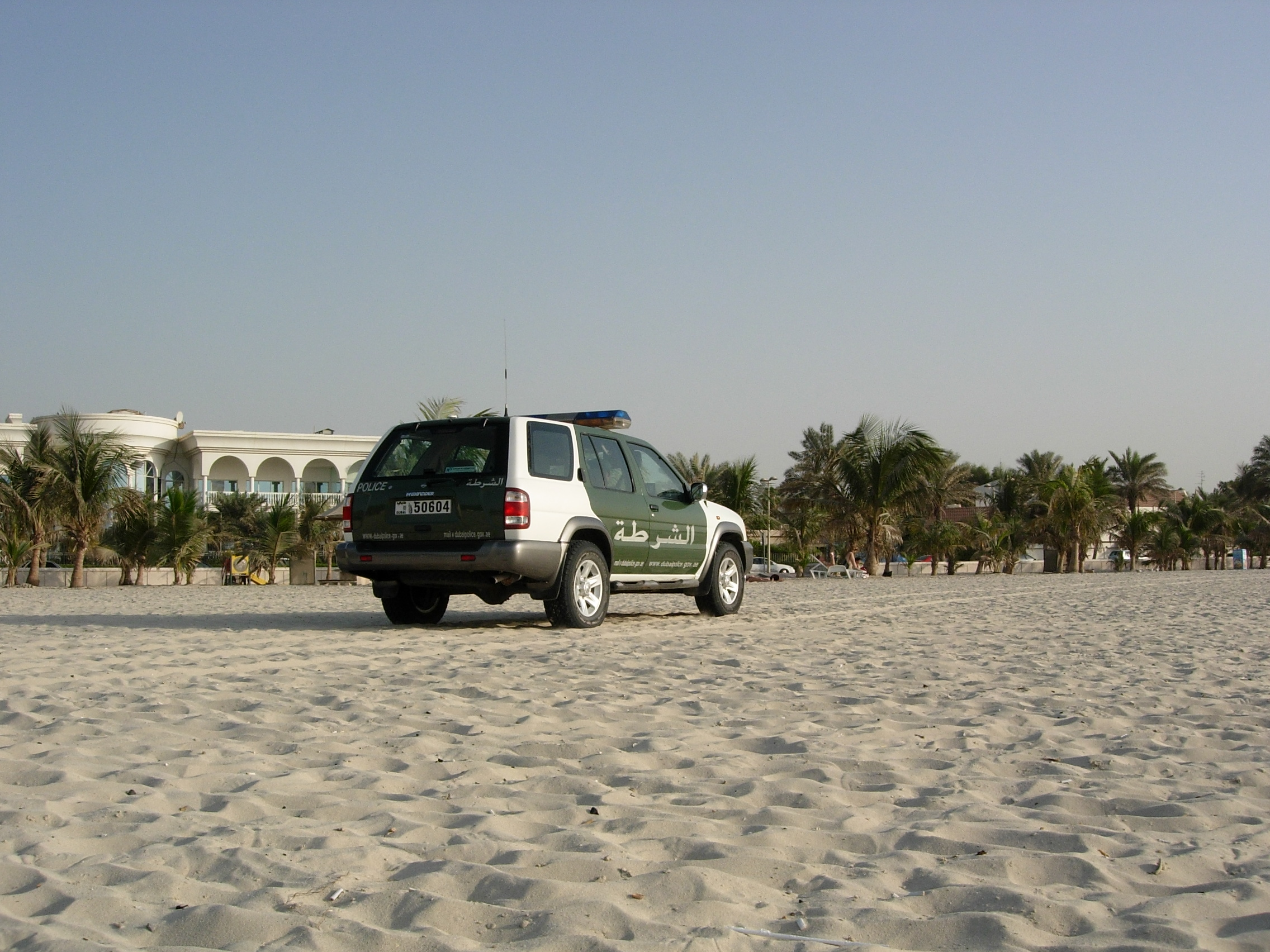
Politieauto op een strand in Dubai

## Uniform, uitrusting en voertuigen
Het standaarduniform van de Dubai-politieagent is een olijfgroen overhemd met een rode band onder de linkerarm en een lus door het linkerepaulet, een donkergroene baret met een gouden badge met het logo van de politie, een olijfgroene broek en zwart laarzen. Vrouwelijke officieren dragen over het algemeen een hoofddoek omdat de islam de belangrijkste religie is in de VAE. Officieren dragen een lichtbruin overhemd en broek, hoewel de rest van het uniform hetzelfde blijft. Hoge officieren dragen een lichtbruin uniform en hebben hun rangbadges op de kraag.

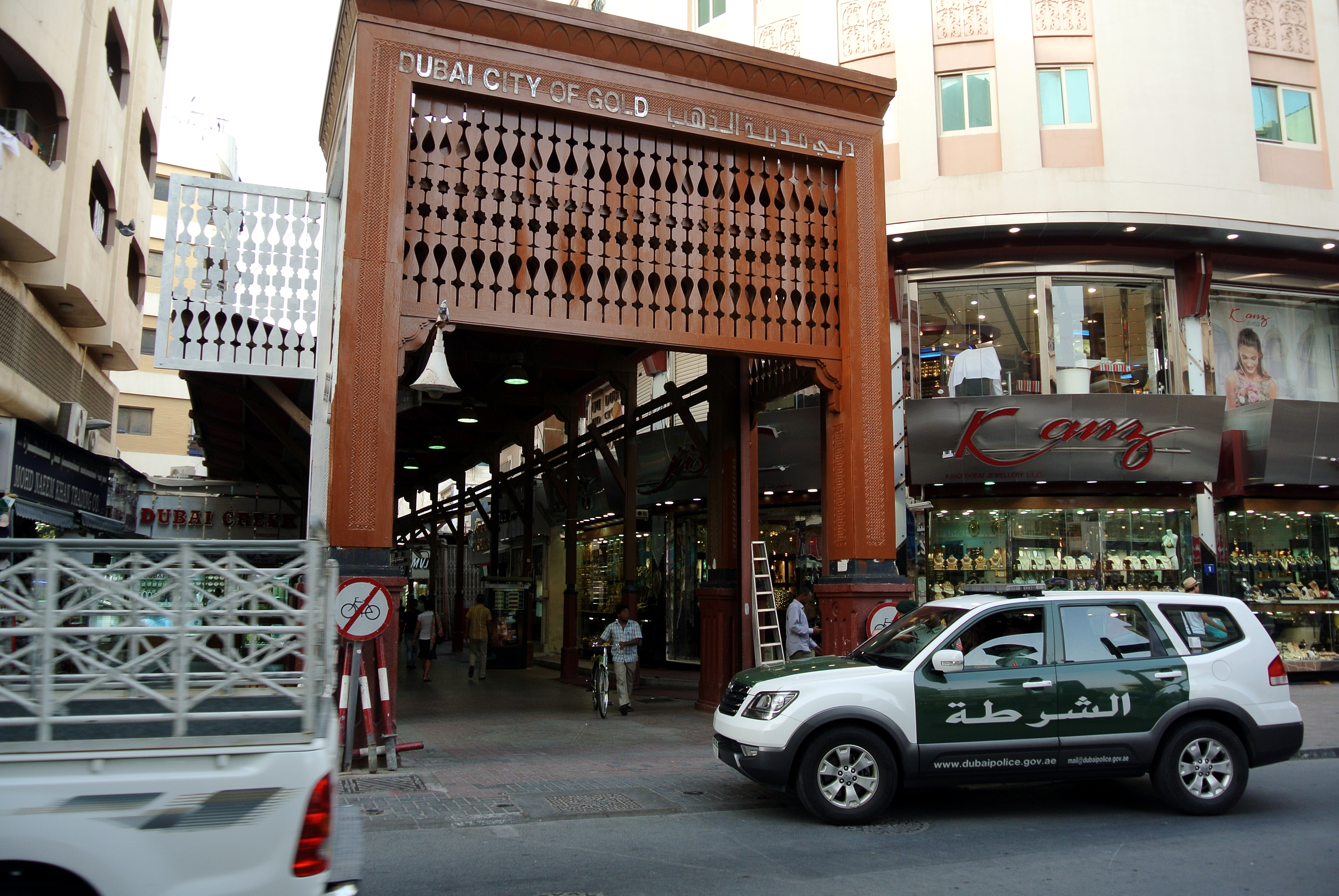
Politieauto voor de Gold Souk

In Dubai dragen politieagenten semi-automatische pistolen zoals de Caracal- en SIG Sauer-pistolen, terwijl Special Emergency Units (SWAT) een gevarieerd arsenaal aan wapens tot hun bschikking hebben, zoals het Heckler & Koch MP5-machinepistool, Glock 17-pistolen, M4- en M16-varianten, stroomstootwapens, flitsgranaten en andere wapens, afhankelijk van de aangetroffen situatie.
De politievoertuigen van Dubai zijn geverfd met een wit en donkergroen kleurenschema, met blauwe noodlichten. Op elk politievoertuig in Dubai zijn de website en e-mailadressen van de politie gedrukt. Algemene taken en patrouilles worden uitgevoerd door voertuigen van Chevrolet, Toyota, Mazda en Nissan.
Naast auto's zet de politie ook motorfietsen, helikopters en boten in.

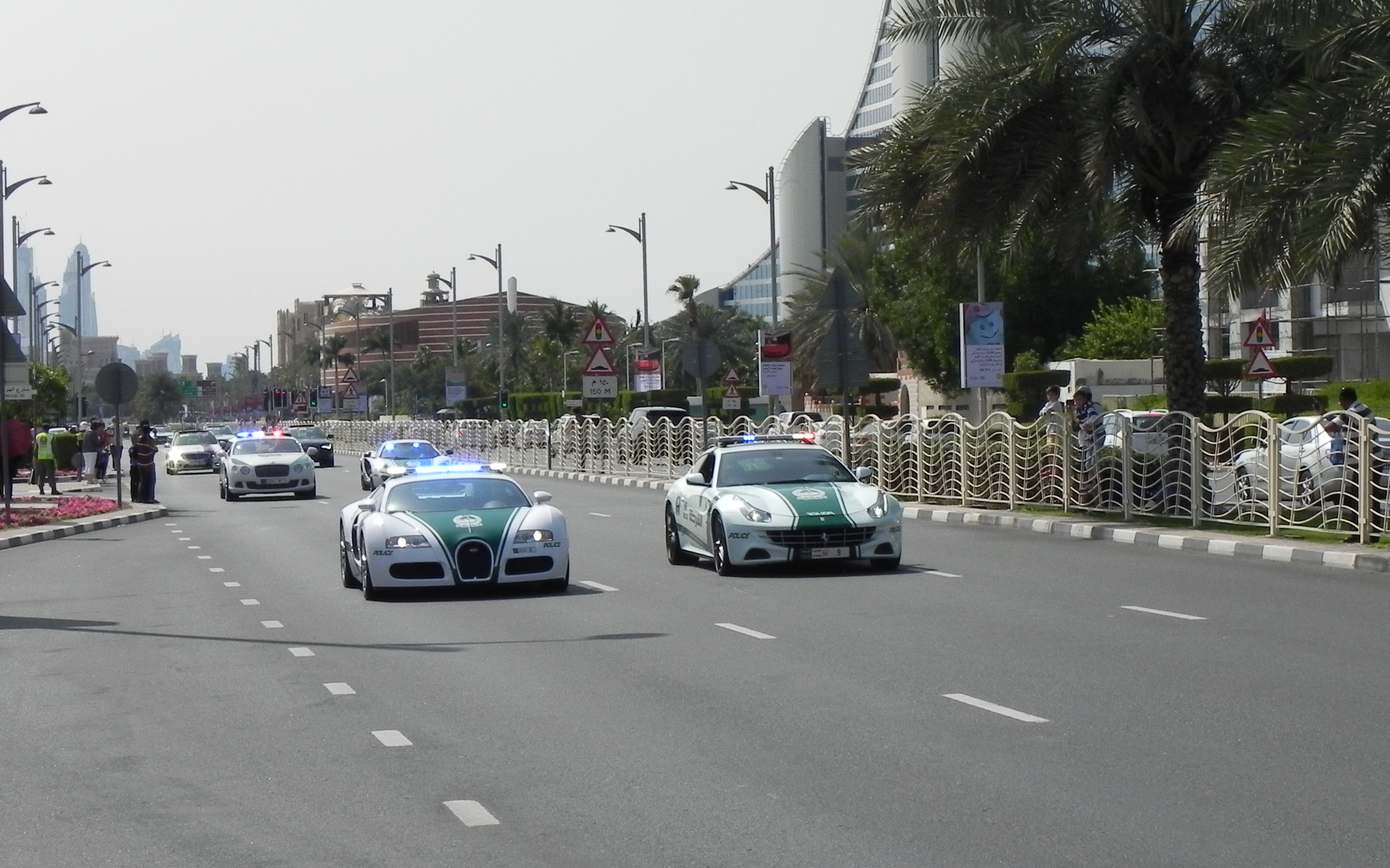

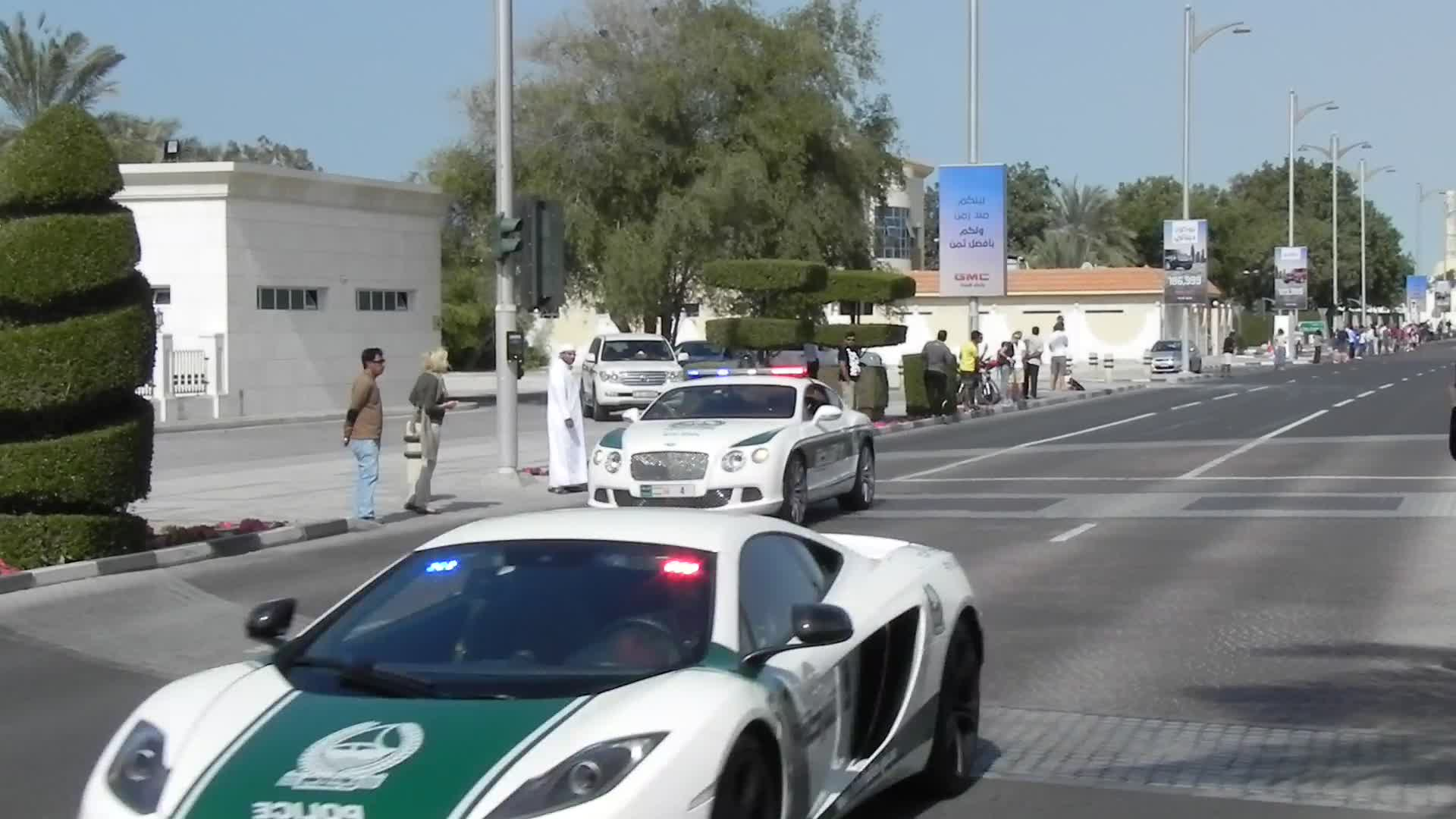

### Exotische en ongebruikelijke patrouillewagens
De politie van Dubai heeft verschillende luxe en krachtige voertuigen aangeschaft (voor gebruik in toeristische gebieden), waaronder:
| - Aston Martin One-77 - Audi R8 - Bentley Continental GT - Bentley Bentayga - BMW i8 - BMW M6 Gran Coupé - Bugatti Veyron - Chevrolet Camaro SS - Chevrolet Corvette - Dodge Viper - Ferrari FF | - Ferrari LaFerrari - Ford Mustang GT - Jaguar F-Type - Hummer H3 - Lamborghini Aventador LP 700-4 - Lexus GS - Lexus RC F - Lykan Hypersport - Maserati GranTurismo - McLaren 650S - McLaren MP4-12C | - Mercedes-AMG GT R - Mercedes-AMG GT 63 S - Mercedes-Benz G63 AMG - Mercedes-Benz SL63 AMG - Mercedes-Benz SLS AMG - Nissan GT-R - Porsche 918 - Porsche Panamera Turbo S - Pagani Huayra - Rolls-Royce Wraith - Tesla Cybertruck |